# 高田理香
高田理香（たかだ りか）は、日本生まれのイラストレーター。1950-60年代ヨーロッパのテキスタイルやデザインの手法を取り入れたイラスト。

## 経歴
- 1986年セツ・モードセミナー卒業。
- 1999年オリジナル・ブランドWEEKEND STROLL(ウィークエンド・ストロール）主宰。

## 作品
- 高田理香原画展、陽のあたるところ　Un Coin De Soleil

## 著書
- 陽のあたるところ、ブルースインターアクションズ、2002/06
- 私の好きな季節、ブルースインターアクションズ、1999/11